# Warlords III: Reign of Heroes
| Агрегатор    | Оцінка |
| ------------ | ------ |
| GameRankings | 84%    |

| Видання  | Оцінка |
| -------- | ------ |
| GameSpot | 8.6/10 |

Warlords III: Reign of Heroes — комп'ютерна гра в жанрі покрокової стратегії від австралійської компанії «SSG».
Гра є прямим продовженням Warlords II.

## Ігровий процес
На відміну від попередників, ігровий процес спрямований в першу чергу на перемогу в серії ігрових рівнів, а не на одній великій карті. На самій карті розташовуються різні міста, основною метою гри яких є захоплення і подальше утримання цих міст. Кожне місто може виробляти бойові одиниці, які можна використовувати для захоплення інших міст. Серед звичайних бойових одиниць присутній герой — унікальний і найпотужніший юніт.
Під час гри герої можуть виконувати побічні завдання, за які вони можуть отримати гроші, артефакти або поліпшити свої характеристики.
У грі представлені наступні класи героїв: Воїн, Чарівник, Генерал, Священик, Некромансер, Витязь, Странник, Злодій, Вампір і Шаман. Кожен клас має свої початкові характеристики.